# 並木月海
並木 月海（なみき つきみ、1998年9月17日 - ）は、日本の女子アマチュアボクシング選手。2020年東京五輪（2021年開催）フライ級銅メダリスト。2018年世界女子選手権フライ級銅メダリスト。千葉県成田市出身。花咲徳栄高等学校卒業。マツキヨココカラ&カンパニー所属。自衛隊体育学校に所属していた元自衛官（2等陸曹）。

## 来歴

### 高等学校卒業まで
4人きょうだいの末っ子で、姉と兄2人の影響で幼稚園の年中から空手を始めた。空手時代からの戦友・那須川天心に誘われ小学4年生からキックボクシングも始めた。中学校に入ると「普通の女の子として過ごしたい」と格闘技をやめて1年間陸上部に籍を置くが物足りなくなり、中学2年生から最初はフィットネス感覚でボクシングを始めた。2013年に開催が決まった東京オリンピックへの出場を目指すために、ボクシングの強豪校である私立花咲徳栄高等学校へ進学。入学した2014年に全日本選手権ジュニアの部ライトフライ級で優勝。翌2015年3月の全国高校選抜フライ級も優勝。さらに11月にブルガリアで開かれたバルカン国際トーナメントでも優勝した。2016年も全国高校選抜で優勝し、連覇を果たした。高校時代は5回の全国優勝を含めて27戦全勝の成績を残した。

### 2017年
4月から自衛官となり自衛隊体育学校に所属。10月の国体では2014年世界選手権ライトフライ級銅メダリストの和田まどかに決勝戦で敗れた。12月の全日本選手権では自体校の先輩晝田瑞希に敗れた。

### 2018年
6月にカザフスタンで開かれた大統領杯で金メダルを獲得した。11月にインドで開催された世界選手権のフライ級 (51kg)では準決勝でカザフスタンの選手に敗れるも、日本女子としては和田まどかに次いで2人目となる銅メダルを獲得した。12月の全日本選手権では準決勝で、バンタム級3連覇の河野沙捺に2-3の判定で敗れた。

### 2019年
2月、日本ボクシング連盟から2018年度アマチュア部門最優秀選手賞の表彰を受けた。5月、ロシアのハバロフスクで行われたコンスタンチン・コロトコフ記念国際トーナメントの女子51kg級で金メダルを獲得した。7月、世界選手権日本代表を懸けた選考スパーリングを勝ち抜き、フライ級代表に選ばれた。10月にロシアで開催された世界選手権のフライ級 (51 kg)では、前回優勝した北朝鮮のパン・チョルミに準々決勝で敗れた。12月8日、東京オリンピックの予選出場者を決定する日本代表決定戦（ボックスオフ）で同年の全日本選手権フライ級優勝者である河野沙捺に勝利し、五輪予選への出場権を獲得した。

### 2020年
2月、日本ボクシング連盟から2年連続の受賞となる2019年度アマチュア部門最優秀選手賞の表彰を受けた。3月9日、ヨルダンで行われた東京五輪ボクシング競技アジア・オセアニア予選で準決勝に進出し、女子フライ級日本代表に内定したが、11日に行われた決勝では中国の常園に敗れた。9月、AIBA（国際ボクシング協会）が各国の最優秀賞者を表彰する企画において、日本ボクシング連盟から女子エリート選手の部の最優秀賞に選出された。

### 2021年・東京五輪
5月、コンスタンチン・コロトコフ記念国際トーナメントの女子51kg級で2度目の優勝を果たした。8月の東京オリンピック女子フライ級 (51kg)では準々決勝でコロンビアのイングリット・バレンシアに勝利し、同大会のフェザー級に出場した入江聖奈に続いて日本人で2人目となる、オリンピック女子ボクシング競技のメダルを確定させた。準決勝ではブルガリアのストイカ・クラステバに敗れたが3位決定戦は行われないため、銅メダルとなった。10月、成田市から市民栄誉賞を受賞した。11月の全日本選手権フライ級で初優勝した。

### 2022年
2024年パリオリンピックの女子ボクシング実施予定階級に合わせて、階級をライトフライ級 (50kg)に変更した。7月、カザフスタンの首都ヌルスルタンで開催された第1回エロルダ杯国際トーナメントのライトフライ級で金メダルを獲得した。11月、ヨルダンの首都アンマンで開催されたアジア選手権のライトフライ級では、決勝でベトナム人選手に敗れて銀メダルを獲得した。同月27日、全日本選手権ライトフライ級で優勝した。

### 2023年
2月26日、2024年パリオリンピック大陸予選を兼ねる杭州アジア大会のライトフライ級（50kg）代表決定戦（ボックスオフ）で和田まどかと対戦予定だったが、和田が怪我により欠場し不戦勝となったため、アジア大会への出場権を獲得した。3月、世界選手権にライトフライ級（50kg）で出場したが、初戦となった2回戦でフランスの選手に敗れた。9月のアジア大会では、50kg級で出場したがタイの選手に敗れてオリンピック出場権は獲得できなかった。
11月21日、自身のSNSで「今の私には先のことを考える時間が大切」と述べ、同月に開催される全日本選手権の欠場を表明した。今後、パリ五輪の出場権を獲得する機会は、今回の全日本選手権で代表選考が行われる世界予選しかないため、2大会連続の五輪出場を断念する決断となった。

### 2024年
3月、自衛隊を退職したことを自身のSNSで発表した。

### 2025年
3月6日、マツキヨココカラ&カンパニーは並木を同社の「アスリートアンバサダー」（個人アスリート支援プログラム対象従業員）に加えることを発表した。並木は2023年杭州アジア大会以来、実戦から遠ざかって進退を保留していたが、同社の所属選手として2028年ロサンゼルス五輪を目指すことを4月2日に表明した。

## 人物
- 同い年の那須川天心とは、所属していた道場は違ったが空手で幼稚園時代から何度か対戦経験がある幼馴染で、対戦したことをきっかけに親同士が仲良くなり、それ以来、家族ぐるみで付き合いがある[47][5][17]。高校時代には那須川の所属するジムにボクシングの出稽古でよく通い、定期的に那須川とスパーリングを行いお互いに切磋琢磨した[6]。
- 中学生時代にキックボクシングジム・旭ジム所属で出場したキックボクシング興行J-GIRLSの試合では3戦3勝（3KO）の成績を収めている[48]。
- 千葉県成田市の家から埼玉県加須市の花咲徳栄高校まで往復5時間かけて通学していた[8]。

## 獲得タイトル
- 全国高等学校ボクシング選抜大会 フライ級優勝（第26回、第27回）
- 2015年バルカン国際トーナメント フライ級金メダル
- 第6回カザフスタン大統領杯 フライ級金メダル
- 2018年世界女子ボクシング選手権大会 フライ級銅メダル
- コンスタンチン・コロトコフ記念国際トーナメント 51kg級金メダル（2019年、2021年）
- 2020年東京オリンピック（2021年開催） フライ級銅メダル
- 2021年全日本ボクシング選手権 フライ級優勝
- 2022年エロルダ・カップ ライトフライ級金メダル
- 2022年アジア選手権 ライトフライ級銀メダル